# Limatambo
 Limatambo es una localidad peruana ubicada en la región Cusco, provincia de Anta, distrito de Limatambo. Es asimismo capital del distrito de Limatambo. Se encuentra a una altitud de 2557 m s. n. m. Tiene una población de unos diez mil habitantes en 2023.
Limatambo desde el punto de vista de la jerarquía eclesiástica está comprendida en la Arquidiócesis del Cusco.

## Historia
Oficialmente, el distrito de Limatambo fue creado el 14 de agosto de 1536

## Geografía
La capital está situado a 2 557 m s. n. m. El distrito es limítrofe con el departamento de Apurímac.

## Autoridades

### Municipales
- 2023-2026[3]
  - Alcalde: Enrique Quispe Quispe, Partido Inka Pachakuteq.
- 2018-2022[3]
  - Alcalde: Leonardo Vargas, Partido Democracia Directa.
- 2011-2014[3]
  - Alcalde: Herben Rivera Álvarez, Movimiento Regional Pan.
  - Regidores: Julián Córdova Delgado (Pan), Andrés Quispe Quispe (Pan), Juvenal Ccorahua López (Pan), Yoni Huari Año (Pan), Huilberto Pariguana García (PAP).

### Religiosas
- Párroquia Virgen de la Asunción
  - R.P. Víctor Tejada Reyes Inca I.V.E.
  - Vicario: R.P. Manuel Quispe Ahuanlla I.V.E.

### Policiales
- Comisario:

## Atractivos turísticos
Uno de los atractivos de este distrito son las ruinas de Tarawasi, ubicadas a pocos kilómetros del centro poblado del mismo nombre
Desde Tomacaya en Limatambo parte un camino inca hacia Machu Picchu pasando por el nevado Salkantay.

## Festividades
- Festival Danzas Tarawasi.
- Virgen de la Asunción.
- Festival turístico de la palta.